# الجبوب (الجحشين)

تعديل مصدري - تعديل

الجبوب محلة تابعة لقرية الجحشين، التابعة لعزلة جرانة بمديرية بعدان إحدى مديريات محافظة إب في الجمهورية اليمنية، بلغ تعداد سكانها 221 حسب تعداد اليمن لعام 2004.